# 語言與言語
言语是个语言学术语，由索绪尔创造，是一个与语言相对立的概念──“语言”指说话者约定俗成而共同使用的语言系统或结构（含语言单位及规则），偏向人體生理功能，只局限於口語方面；而“言语”指语言体系在日常生活实际运用中，可能因环境或族群差异而有别的体现，包含了書寫內容及口語內容。索绪尔定义的 parole 有别于 speech（口语）。
言語活動中受個人意志支配的部分，它帶有個人發音、用詞、表达习惯等的特點。言語活動是语言学家索緒爾定义的术语，用来统称人的說話的這種現象。索緒爾认为，言语活动既是個人的行為，又受社會的制約。索緒爾把言语活动分为两部分：“語言”（langue）和“言語”（parole）。
- 語言是言語活動中的社會部分，它不受個人意志的支配，是社會成員共有的，是一種社會心理現象。
- 言語是言語活動中受個人意志支配的部分，它帶有個人發音、用詞、表达习惯等的特點。

但是不管個人的特點如何不同，同一社團中的個人都可以互通，這是因為有語言的統一作用。